# Cephaloidophora florencae
Cephaloidophora florencae is een soort in de taxonomische indeling van de Myzozoa, een stam van microscopische parasitaire dieren. Het organisme komt uit het geslacht Cephaloidophora en behoort tot de familie Cephaloidophoridae. Cephaloidophora florencae werd in 1978 ontdekt door Vivares.